# Original Prankster
Singles de Offspring
Totalimmortal
(2000) Want You Bad
(2000)
Original Prankster est le premier single de l'album Conspiracy of One de Offspring, la chanson dure 3:42
et elle est accompagnée par le rappeur Redman.

## Clip vidéo
Le clip vidéo de Original Prankster, qui veut dire farceur original en français, montre tout d'abord un enfant qui met les excréments de son chien dans le sandwich de son père pendant qu'il est au téléphone, un étudiant qui utilise un brûleur sur son professeur de sciences un peu pervers, et un autre qui prend en photo son proviseur avec 2 jeunes filles dénudées. On voit le groupe jouer sur une plage.